# 柏原海花介
柏原海花介（学名：Pontocythere kashiwarensis）为荊花介科海花介屬下的一个种。